# Shō Taikyū
Shō Taikyū (尚泰久 (Thượng Thái Cửu)  1415-1460, trị vì 1454-1460) là một vị vua thứ sáu của vương quốc Lưu Cầu. Thời gian trị vì của ông chứng kiến việc nhiều ngôi chùa được xây dựng, và việc đúc chiếc chuông Vạn Quốc Tân Lương (万国津梁の鐘, Bankoku shinryō no kane).
Shō Taikyū là con trai thứ 7 của Shō Hashi, người sáng lập nên vương quốc Lưu Cầu và triều đại nhà Shō. Năm 1453, ông được đặt tên là vương tử Goeku, và được giao gian thiết (magiri) Goeku  (nay là một phần của thành phố Okinawa) làm lãnh địa.
Khi vua Shō Kinpuku mất vào năm 1453, một cuộ tranh giành quyền kế vị đã diến ra giữ con trai của vua là Shiro (志魯) và người em trai là Furi (布里). Thành Shuri đã bị đốt trong cuộc xung đột này, cuối cùng cả Shiro và Furi đều chết, và Shō Taikyū bước lên ngai vàng.
Từng được tu học với một vị sư thầy Thiền tông đến từ Kyoto, Shō Taikyū đã cho lập một số ngôi chùa, bao gồm Kōgen-ji, Fumon-ji, Manju-ji, và Tenryū-ji., and the so-called "Bridge of Nations" Bell cast. Một chiếc chuông đã được đúc trong thời kỳ này, với một câu khắc miêu tả sự thịnh vượng của vương quốc trong thương mại hàng hải và ngoại giao, được treo trong thành Shuri hàng thế kỷ và trở thành mộ biểu tượng nổi tiếng của thành và cả vương quốc.
Thời kỳ trị vì của Shō Taikyū thực sự là một giai đoạn hưng thịnh của thương mại hàng hải. Sử gia George H. Kerr đã viết rằng các thương nhân Lưu Cầu thỉnh thoảng kiếm được nhiều đến nỗi mang về hàng nghìn loại hành hòa xa xỉ, và rằng Naha đã phát triển đầy đủ hơn để hình thành nên một đô thị cảng thịnh vượng, và đất đai của các lãnh chúa (án ti) cũng phát triển hơn. Tuy nhiên, Kerr cũng ghi rằng sự bảo trợ của Shō Taikyū đối với Phật giáo và việc xây chùa đã vượt quá xa nhu cầu hay sự ủng hộ của người dân, và các hoạt động này đã làm bần cùng ngân khố quốc gia.
Triều đại của Shō Taikyū cũng chứng kiến một trong nhiều hồi tranh chấp chính trị giữa các "án ti" trong lịch sử vương quốc. Amawari, án ti của thành Katsuren và là phò mã của nhà vua, cho rằng Gosamaru, án ti của thành Nakagusuku và là nhạc phụ của vua Shō Taikyū, có mưu đồ chiếm ngai vàng, Shō Taikyū đã cho phép Amawari dẫn một đội cấm quân tấn công Nakagusuku. Sau khi Gosamaru bị đánh bại và chết, nhà vau đã khám phá ra sự thật là Amawari đã có âm mưu chống lại ông từ đầu, và đã lên kế hoạch tiêu diệt một người trung thành với hoàng tộc. Katsuren sau đó bị tấn công, và án ti Amawari bị bắt và hành quyết.
Sau khi ông chết vào năm 1460, kế vị là người con trai Shō Toku.